# Détour mortel 3
Série Détour mortel
Détour mortel 2
(2007) Détour mortel 4
(2011)
Pour plus de détails, voir Fiche technique et Distribution.
Détour mortel 3 ou Sortie fatale 3: Laissés pour morts au Québec (Wrong Turn 3: Left for Dead) est un film d'horreur américain de Declan O'Brien, sorti en directement en vidéo en 2009. Il est la suite de Détour mortel et de Détour mortel 2.

## Synopsis
Alors qu'ils partent faire du camping en forêt, Alex et ses amis sont attaqués par "Trois Doigts", mutant cannibale dégénéré. Bien qu'Alex réussit à survivre au massacre, ce n'est pas le cas de ses amis.
Pendant ce temps là, à plusieurs kilomètres de là, dans une prison, un transfert de prisonniers est prévu en pleine nuit. Le fourgon se fait attaquer par un pick-up conduit par "Trois Doigts". Le véhicule termine sa course dans un fossé après qu'une des roues éclate à cause de fils barbelés. Les passagers du bus se font attaquer par le monstre et Preslow, un policier, se fait tuer. Les prisonniers en profitent pour se rebeller et prendre le dessus sur Walter et Nate, les deux autres policiers. Le groupe finit par tomber sur Alex et celle-ci reste avec les fugitifs. Ils trouvent une camionnette remplie de sacs contenant de l'argent liquide. Le chef des prisonniers, Chavez, exécute Walter car celui-ci se rebelle. Le groupe finit par s'en aller et tombe sur un piège des cannibales. Le fils du monstre, "Trois Orteils", les attaque mais est vite neutralisé par les prisonniers. Ceux-ci le décapitent en espérant que "Trois Doigts" les laisse tranquille.
Après s'être retrouvés dans un autre piège qui tue Juarez, l'inspecteur se faisant passer pour un prisonnier, le groupe arrive auprès d'un bâtiment abandonné et se libèrent de leurs chaînes. Crawford se fait piéger et tuer dans des barbelés en tentant de voler la voiture du cannibale. Chavez et Floyd se battent tandis que Nate et Alex en profitent pour s'enfuir. Seul Brandon reste près de la bagarre afin d'amadouer Chavez par la suite. Après ça, ils partent avec l'argent, laissant Floyd à terre.
Le shérif Carver, ayant eu un mauvais pressentiment, se rend sur le lieu de l'accident du car et part dans la forêt à la recherche des prisonniers.
Chavez et Brandon retombent sur Alex et Nate et le chef les contraint à leur montrer le refuge. Le shérif tombe sur le groupe et se fait tuer par le monstre. Les sacs contenant l'argent sont volés par Floyd qui tente de s'échapper mais se fait brûler vif par le cannibale. Alex se fait capturer par le monstre qui l’emmène dans son repaire.
Nate part à la recherche d'Alex tandis que Brandon part en ville après avoir assommé Chavez. Ce dernier se réveille et assomme à son tour Brandon puis provoque le monstre où s'ensuit un duel qui sera fatal au mexicain. Nate arrive au repaire du monstre et retrouve la jeune femme ainsi que l'adjointe du shérif, Lane. Le duo se fait attaquer par le cannibale qui, finalement, se fait tuer par Alex. Nate et Alex s'enfuient dans la voiture du monstre et se refont attaquer par celui-ci, que l'on croyait mort. La voiture fait une sortie de route et s'encastre dans un arbre. C'est alors qu'intervient Brandon. Ayant été sauvé par Brandon qui tue le monstre, Nate lui permet de s'enfuir avant l'arrivée de la police qui porte secours à Alex.
Plus tard, on retrouve Nate devant le fourgon rempli d'argent qu'il essaye de voler. Mais il se fait tuer par Brandon qui, lui, se fait massacrer par un cannibale dont on ne voit pas le visage.

## Fiche technique
- Titre original : Wrong Turn 3: Left for Dead
- Titre français : Détour mortel 3
- Titre québécois : Sortie fatale 3: Laissés pour morts
- Réalisation : Declan O'Brien
- Scénario : Alan B. McElroy et Turi Meyer
- Musique : Claude Foisy
- Producteur : Jeffery Beach
- Producteurs exécutifs : Erik Feig et Robert Kulzer
- Société de distribution : 20th Century Fox
- Pays :  États-Unis,  Allemagne,  Bulgarie
- Langue : anglais
- Genre : Épouvante-horreur, Thriller
- Durée : 92 minutes
- Dates de sortie : 
  -  États-Unis : 20 octobre 2009 (en DVD et Blu-ray)
  -  France : 27 octobre 2010 (en DVD)
- Film interdit aux moins de 16 ans lors de sa sortie en France

## Distribution
- Tom Frederic (VF : Tanguy Goasdoué) : Nate Wilson
- Janet Montgomery (VF : Stéphanie Hédin) : Alex Hale
- Tamer Hassan (VF : Bernard Métraux) : Carlos Chavez
- Gil Kolirin (VF : Olivier Cordina) : Floyd Weathers
- Christian Contreras (VF : Éric Aubrahn) : Inspecteur William « Willy » Juarez
- Tom McKay (VF : Denis Laustriat) : Brandon Lewis
- Jake Curran (VF : Olivier Jankovic) : Crawford
- Chucky Venn (VF : Frantz Confiac) : Walter
- Bill Moody : (VF : Hervé Caradec) : Le shérif Calvin Carver
- Emma Cliford (VF : Cathy Diraison) : L'adjoint Ally Lane
- Mike Straub : Preslow
- Mac McDonald : Warden Ladew
- Louise Cliffe : Sophie James
- Charley Speed (VF : Vincent Ropion) : Brent
- Jack Gordon : Trey
- Todd Jensen : Policier 2597 U.S Marshall
- Vlado Mihailov : Inspecteur Davis
- Borislav Iliev : Trois doigts
- Borislav Petrov : Trois orteils

## Production
Borislav Lliev est le troisième acteur à interpréter le cannibale « Trois Doigts » après Julian Richings et Jeff Scrutton.
Le tournage de film a débuté le 4 août 2008 à Sofia en Bulgarie.
Le personnage Carlos Chavez sera inspiré sur le personnage Xavier Chavez dans Saw 2.